# Примкент
Примкент (узб. Примкент) — древний городок, а в настоящее время село к северо-западу от Самарканда на территории современного  Акдарьинского тумана Самаркандской области Узбекистана. 

## История
Городок Афаринкент (Примкент, Фаранкет, Фримкент) был основан братом согдийского ихшида Гурека Афаруном в VIII веке
Здесь в 1533 году родился будущий правитель Бухарского ханства шибанид Абдулла-хан II. 
При правлении узбекской династии мангытов Афаринкент был центром волости. 
В настоящее время село в Самаркандской области Узбекистана.